# سیارک ۷۸۴۰
سیارک ۷۸۴۰ (به انگلیسی: 7840 Hendrika، نامگذاری:1994TL3) هفت هزار و هشتصد و چهلمین سیارک کشف شده‌است که در ۵ اکتبر ۱۹۹۴ کشف شد.
قدر مطلق سیارک برابر ۱۴٫۹۰ است.